# 대구과학고등학교
대구과학고등학교(大邱科學高等學校)는 대한민국 대구광역시 수성구 황금동에 있는 공립 과학영재학교이다.

## 학교 연혁
- 1987년 10월 26일 : 학교설립인가(2학급 60명)
- 1988년 3월 1일 : 초대 손영균 교장 취임
- 1988년 3월 3일 : 제1회 신입생 입학식
- 1990년 2월 12일 : 제1기 수료식(수료생 52명)
- 1991년 1월 28일 : 신축교사 이전
- 1991년 2월 12일 : 제1회 졸업식 및 제2기 수료식(졸업생 4명, 수료생 50명)
- 1995년 12월 15일 : 입지관 3층 신축 공사 준공 (1054.80m2)
- 2008년 12월 18일 : 대구과학영재학교 지정전환(2011학년)
- 2010년 12월 30일 : 신축 본관 준공
- 2015년 3월 1일 : 제11대 엄기성 교장 취임(영재학교 제2대 교장)
- 2017년 2월 2일 : 제27회 졸업식(제27기 졸업생 97명)
- 2017년 2월 20일 : 제30기(영재학교 7기) 신입생 입학식(6학급 96명)
- 2018년 2월 1일 : 제28회 졸업식(본교대강당, 졸업생 95명)
- 2018년 2월 20일 : 제31회 신입생 입학식(6학급 96명)
- 2019년 1월 31일 : 제29회 졸업식(제29기 졸업생 96명)
- 2019년 3월 1일 : 제12대 석창원 교장 취임(영재학교 제3대 교장)

## 설치 학과
- 과학과

## 참고 자료
- 대구과학고등학교 - 한국교육학술정보원 학교알리미